# Vehmassalmi
Vehmassalmi är ett sund i Finland. Det ligger i den ekonomiska regionen Nystadsregionen och landskapet Egentliga Finland, i den sydvästra delen av landet, 180 km väster om huvudstaden Helsingfors.
Vehmassalmi binder samman vikarna Vähäsalmi och Isosalmi i nordväst med fjärden Mynälahti i sydöst. Tillsammans med Vähäsalmi skär Vehmassalmi av Tövsala från fastlandet. Tövsalalandet sitter fortfarande ihop med fastlandet i norr vid Lokalax, men vägförbindelsen till Åbo går över en bro över Vehmassalmi.